# Thoresway
Thoresway – wieś w Anglii, w hrabstwie Lincolnshire. Leży 32 km na północny wschód od Lincoln i 216 km na północ od Londynu.